# Исламская организация Афганистана «Дават» (Исламский Союз освобождения Афганистана)
Исламская организация Афганистана (в.-пандж. د اسلامي دعوت تنظيم افغانستان, перс.  تنظیم دعوت اسلامی افغانست‎, Tanzim - e Dahwat-e Islasulal Afganistan). Основанный в начале 1980-х годов как Исламский союз освобождения Афганистана (Иттехад-е-Ислами бара-йе Азади-йе Афганистан, перс. اتحاد اسلامی برای آزادی افغانستان‎), изначально он был попыткой объединить исламистские группировки моджахедов в Афганистане. Однако создание новой зонтичной организации фактически привело к расколу, и организация стала самостоятельной политической партией. Организация была частью «Пешаварской семерки», коалиции сил моджахедов, поддерживаемой США, Пакистаном и различными арабскими государствами Персидского залива в войне против правительства НДПА, и советских войск в Афганистане. За счет финансовой помощи, полученной от Саудовской Аравии, организация смогла привлечь значительное число военных сторонников. Арабские добровольцы воевали в отрядах ополчения организации.

## Гражданская война в Афганистане (1992–1996)
После свержения правительства НДПА 28 апреле 1992 года Гульбеддин Хекматияр инициировал кампанию бомбардировок Кабула. Кроме того, Саудовская Аравия и Иран — как конкуренты за региональную гегемонию — поддерживали враждебно настроенные друг к другу афганские группировки. По данным Хьюмана Райтса Вотча, «Иран помогал шиитским хазарейским силам Хезб-и Вахдат Абдула Али Мазари , поскольку Иран пытался максимизировать военную мощь и влияние Вахдата». Саудовская Аравия поддерживала ваххабита Абдула Расула Сайяфа.  Конфликт между двумя ополчениями вскоре перерос в полномасштабную войну. И Сайяф, и Вахдат участвовали в крупномасштабных кампаниях по похищению гражданских лиц и комбатантов «другой стороны». Исламское государство и Международный комитет Красного Креста регулярно пытались выступить посредниками между двумя сторонами, но перемирие обычно нарушалось в течение нескольких дней. В начале 1993 года Хизб-и Вахдат вступила в союз с Гульбеддином Хекматияром, начав обстреливать север Кабула. 11 февраля 1993 года силы группировка «Дават» приняла участие в военной операции Исламского государства Афшар целью которого было положить конец бомбардировкам жилых районов на севере Кабула, проводимым «Хизб-и Вахдат». После завершения военной операции и успешного вытеснения сил Вахдата из этого района силы «Дават» начали нагнетать обстановку, выступая против гражданского населения. В ходе и после операции было убито 70 комбатантов и мирных жителей. После операции войска «Давата» под командованием Абдул Расула Сайяфа похитили до 900 человек, 200 из которых были освобождены после выплаты выкупа командирам группировки, 700 так и не были возвращены. 
В 2001 году Абдул Расул Сайяф подозревался в соучастии в убийстве антиталибского лидера Ахмад Шаха Масуда .
В 2005 году организация Исламская организация Афганистана «Дават» была зарегистрирована как политическая партия в Министерстве юстиции под своим новым названием.